# 明訓高校
明訓高等学校（めいくんこうとうがっこう）は、水島新司の野球漫画『ドカベン』シリーズに登場する、架空の高等学校。

## 概要
神奈川県横浜市保土ケ谷区にあるという設定の私立高校。作者の水島新司が憧れるも入学を果たせなかった新潟明訓高等学校が名前の由来。作中では新潟明訓とは姉妹校だという設定であった。
山田らが入学した当初は、お坊ちゃんが多い学校という描写がされていた。

## 野球部
好打者である土井垣将が3年時に、好捕手でスラッガーの山田太郎、好守で魅せる秘打男の殿馬一人、悪球打ちの岩鬼正美、七色の変化球を操るアンダースローの好投手里中智らが1年生として入部。1年生4人が神奈川県大会決勝までにはレギュラーを獲得する。夏の神奈川県大会で優勝し、甲子園大会に初出場。甲子園大会でもそのまま勝ち進み、初出場初優勝を果たす。
山田世代は超高校級の野球選手が勢ぞろいしていたことでも注目された。山田世代の明訓高校は敗北を知らず常勝チームの名をほしいままにし、作中では高校野球ファンが明訓の校歌を覚えるようになる描写も存在した。プロ球団からドラフト1位指名された土井垣将は監督時代に記者から好きな野球チームについて聞かれた際に明訓高校と答えている。
山田世代で唯一敗北したのは2年夏の甲子園大会2回戦での弁慶高校戦。ちなみに弁慶高校は明訓高校の宿敵である高知県代表の土佐丸高校を1回戦で下している。当時、常勝チームであった明訓高校が敗北したことは作中で大きな出来事として紹介され、敗北後に明訓主将の山岡鉄司は「無敗のまま卒業する自信があった」と語った。後に作者の水島新司は「明訓は無敗のままにすべきだった」と弁慶高校戦の敗北を悔いている。
作中では勝利を続けているも、山田世代在籍中に圧勝した試合は2年夏の4回戦・関東七浦高戦（10－0で7回コールドゲーム）、準々決勝・吉良高戦（18－0）、準決勝・川岸商高戦（10－0）、2年秋の関東大会の準々決勝・大熊谷工高戦（10－0で4回コールドゲーム）、準決勝・日光学園高戦（11－0で1回コールドゲーム）くらいで多くはない。最終回明訓高校の攻撃で敵校にリードされたまま2アウトになる場面も何度かあり、苦戦する試合が多かった。
外部には漏れなかったが、山田世代が1年の頃に岩鬼が教師と乱闘騒ぎを起こし、騒動を受け多くの部員が野球部を去ってしまい出場に必要なメンバー9人に足りなくなってしまったり（実際には、この騒動で野球部を離れようとした部員を徳川監督が除名処分にしていた。また、アニメ版では部に戻ろうとした部員たちに対して徳川監督が復帰を許さず追い返すシーンも描かれている）、夏の深紅の優勝旗が一時的に盗まれたこともあるなど、トラブルも多かった。
甲子園大会での宿泊は毎回、芦田旅館であった。山田世代の頃は甲子園大会終了後、登校日に岩鬼正美が放送室を占拠し、自分の目線で甲子園大会を振り返る校内放送を行なったことがあった。この放送は最初こそ批判もあったが、2年の春の大会以降は明訓高校の風物詩となり、校長をして「これがないと甲子園大会が終わった気がしない」と言わしめる程になった。
山田世代は計5回甲子園に出場。甲子園大会で1年夏、2年春、3年春、3年夏と4回優勝を果たした。春2連覇や夏春連覇や春夏連覇は達成したが、2年の夏に弁慶高校に敗れているため、夏2連覇・夏3連覇や甲子園３季連続優勝(春夏春連覇や夏春夏連覇)は達成できなかった。
山田世代の部員たちは超有名高校球児として知れ渡っており、外出するにもわざわざ変装したり、殿馬が室戸学習塾戦の後、狂ってしまったリズムを戻す為に宿舎近くの高校へピアノを借りに行ったさいには、殿馬を見た生徒たちで学校中が大騒ぎになるなど、練習以外では宿舎からおいそれと外出できない状況になっている。
山田世代が卒業し、前年の優勝メンバーである渚圭一や高代智秋が中心となった1年目は春夏ともに甲子園出場を逃した。山田世代が卒業直後はまだ強豪寄りだっだが（山田たちがプロ2年目のキャンプ前の自主トレの段階でセンバツには選ばれるのではないかと話していた）、その後、次第に弱体化し、2006年時点では県大会初戦突破が目標となっている。

### 歴代監督
- 徳川家康
- 土井垣将
- 太平
- 蛸田蛸

### 歴代キャプテン
- 土井垣将
- 里中智
- 山岡鉄司
- 岩鬼正美

## その他
- 水島新司作品のその他の明訓高校として、｢野球狂の詩」の1巻に登場する明訓高校（キャラクター吉田新太郎の出身高校）、2巻に登場する東京明訓高校（キャラクター北王路数人の出身高校）がある。